# Студия 17
«Сту́дия 17» — российский комедийный телесериал.
Премьера сериала состоялась 30 сентября 2013 года на телеканале ТНТ.
В сериале присутствует множество известных актёров, некоторые из которых играют роль камео, то есть появляются в роли самих себя.
22 марта 2015 года генеральный директор канала ТНТ Игорь Мишин в эфире радиостанции «Эхо Москвы» официально объявил о том, что второго сезона у сериала не будет.

## Создание
Создатели Евгений Никишов и Валерий Федорович придумали сюжет, исходя из своего опыта. Когда-то, как и главные герои сериала, они и их друзья в молодости создали свою студию и снимали на видео разные заказы: свадьбы, корпоративы и прочее. Многие ситуации, в которые попадают главные герои, основаны на реальных историях, пережитых когда-то режиссёрами. Когда авторы сериала придумывали главных персонажей, стремились создать все виды темпераментов, при этом двое из персонажей имеют прототипами реальных людей — старых друзей режиссёров. По словам самих актёров, играющих роль главных героев, многие героини, играющие роль любовниц, очень похожи на девушек, которых актёры знали лично. Во время интервью с представителями радио Эхо Москвы продюсер сериала, Валерий Федорович, охарактеризовал сериал как чистый ситком. Евгений Островский, актёр, играющий в сериале, сказал, что известные актёры, играющие эпизодические роли, делились с остальными своим большим опытом. Ещё до премьеры телеканал ТНТ выложил серию рекламных роликов «вымышленной студии 17», которые с одной стороны набрали вирусную популярность, но и ввели интернет-пользователей в массовое заблуждение.

## Сюжет
Несостоявшиеся молодые люди Денис, Петя, Эдик и Оскар решают основать собственную съёмочную студию на месте старой автомойки, будучи уверенными, что на этом заработают много денег. Но полная неопытность говорит за себя. Каждый раз молодые люди терпят неудачи из-за своего невежества, ошибок и оказываются в больших долгах. Параллельно они должны решать проблемы личной жизни и найти спутниц жизни. Денис — одинокий человек с достаточным опытом в области рекламных съёмок, который никак не может сделать выбор между двумя девушками, Петя — хулиган, который не способен серьёзно относиться к работе и чаще всего попадает в переделки, Эдик — неуверенный в себе, но смышлёный парень, который ходит за Петей по пятам, и Оскар — грубый и вспыльчивый парень, который при первых признаках агрессии готов наброситься на кого угодно. Хотя все они очень разные по характеру, их связывает крепкая дружба и общая цель — стать известными и признанными в области своих профессий.

## Персонажи

### Студия 17

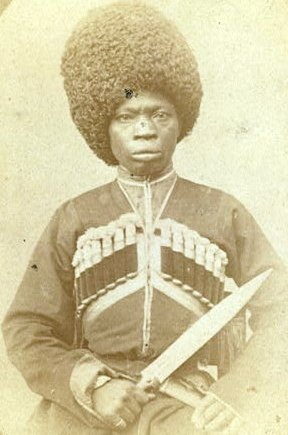
Аналогичная фотография видна в семейном альбоме дяди Оскара

- Денис Александрович — сценарист «студии 17». Самый спокойный, пессимистичный и рациональный. Возложил на себя бремя ответственности за студию. Хотя он часто предвидит очередную неудачу, его друзья никогда не воспринимают всерьёз предупреждения Дениса. После окончания учёбы устроился работать в офис, работая над рекламой, но терпел неудачи, босс грубо с ним обращался, и в результате Денис решает уйти и присоединиться к Студии 17. Влюблён в Олю ещё со школы, после окончания школы не виделся с ней несколько лет и в результате узнал, что она уже замужем. Несмотря на это, Денис продолжает тайно с ней встречаться. Также Денис встречается с Катей, но не любит её так искренне, как Олю, и всё равно не намерен отказываться от Кати.
- Петр Михайлович Семак (Петя) — режиссёр «студии 17». Весёлый, энергичный и непринуждённый парень, но в то же время несерьёзный, глупый и самоуверенный. Несмотря на то, что из-за своего невежества постоянно совершает ошибки, продолжает твёрдо верить в себя и свои идеи, которые, как правило, плохо продуманы и безрассудны. Из-за этого Петя фактически является главным источником проблем в студии и постоянно попадает в переделки. Также, эгоистичен и думает всё время о деньгах и своей выгоде, ради чего готов рисковать. В детстве занимался плаванием и в 9 классе ездил на Тенерифе.
- Эдуард Евгеньевич (Эдик) — маркетолог «студии 17». Рос без отца и поэтому не умеет играть в футбол. Постоянный спутник Пети, хотя, в отличие от него, более рационален и осторожен, постоянно пытается остановить Петю воздержаться от глупых идей. Но Петя, как правило, не слушает его, и Эдик всё равно, хоть и невольно, но помогает ему, и, как правило, получает вместе с Петей за «проказы» второго. Очень не уверен в себе, наивен и пессимистичен. Имеет еврейские корни. Единственный из главных героев без любовницы, так как неловок в любовных отношениях, хотя тайно влюблён в Катю, которая встречается с Денисом.
- Оскар Эдгарович — менеджер «студии 17». Его не особо интересует творчество кино, лишь прибыль. Самый агрессивный и грубый в команде. Общается со всеми хамским тоном и при первой возможности лезет в драку. Он популярен среди девушек, любит заигрывать с ними, но остаётся грубым. На данный момент встречается с Ликой и никак не может добиться от неё секса. По матери — кавказец (карапапах), один из предков которой был, в свою очередь, карабахским негром. Примечательно, что о своих корнях Оскар узнал только недавно, во время визита дяди Азиза, который говорит только на туркменском и всегда носит папаху. Какое-то время Оскар верил, что у его дяди есть хвост (атавизм). Тётя Оскара цыганская гадалка на картах (без цыганских корней). В 16 серии женится на Лике.

### Любовницы
- Анжелика Алексеевна — главная подружка Оскара. Родом из богатой семьи. Девственница, хочет рано или поздно заняться любовью с Оскаром, но никак не может решиться на этот шаг, придумывая для этого разные отговорки. Несмотря на свободный образ жизни Оскара, Лика готова к серьёзным отношениям с ним и даже позже родить ребёнка. Она часто ссорится с Оскаром и устраивает псевдо-разводы. В 14 серии у неё был первый секс с Оскаром. В 16 серии выходит замуж за него.
- Оля (Ольга) — старая подруга Дениса и его первая любовница, хотя она замужем за другим человеком, всё ещё питает чувства к Денису и время от времени встречается с ним, хоть и понимая, что всё утеряно. Склонна к вранью и обманам. Денис всё ещё её любит. Оля также знает, что Денис встречается с Катей, но не противится их отношениям. В 14 серии уходит от мужа и решает быть с Денисом. Решает уехать с ним в Америку и делает аборт, говоря, что не желает иметь ребёнка от бывшего мужа. Позже выясняется, что это был ребёнок Дениса.
- Ксюха (Ксения) — любовница Пети. Импульсивная и деспотичная девушка, которая постоянно ругает и гоняет Петю. Необычно подходит к любовным отношениям, постоянно требуя от Пети играть какую-либо роль, при этом Ксения придирается к каждому моменту и в итоге остаётся неудовлетворённой, отказываясь от секса. Ей не нравится несерьёзность Пети, и она требует от парня быть ответственным и дарить подарки. В результате Ксения в очередной раз даёт в долг деньги Пете. Хотя однажды Петя по ошибке подложил ей 5000 долларов и не стал возвращать, так как Ксения успела себе купить меховую шубу. Имеет младшего брата — школьника, которого Петя успел постричь наголо. Обманула Петю, сообщив о беременности, чтобы принудить его заключить с ней брак. Год назад встречалась с сирийцем по имени Махмуд.
- Катя (Екатерина) — девушка Дениса. Хотя она ждёт внимания с его стороны, Денис постоянно пропадает и разочаровывает девушку. Она также знает об отношениях между Денисом и Олей. Сами отношения между Катей и Денисом можно охарактеризовать как довольно шаткие. В конце концов Катя уходит от Дениса.
- Саня (Александра) — 16-летняя дочь мужа Оли. Дениса называет писателем. Ведёт разгульный образ жизни, дерзкая и эгоистичная. Всегда была в плохих отношениях с отцом и ещё сильнее ненавидит Олю, сделала всё, чтобы отлучить её от отца. Короткое время якобы встречалась с Денисом с целью продемонстрировать отцу «любовника жены», подставив Дениса с Олей и насолив отцу. Для достижения своих целей готова прибегнуть к шантажу, например сломать машину Дениса.

## Серии
| Сезон | Серии           | Период трансляции             |
| ----- | --------------- | ----------------------------- |
| 1     | 1-16 (16 серий) | 30 сентября — 24 октября 2013 |

1 сезон
| № Серии | Описание |
| ------- | --- |
| 1       | |
| 2       | |
| 3       | |
| 4       | |
| 5       | Петя, Эдик и Оскар снимают свадьбу своей бывшей одноклассницы Лиды. Во время свадьбы Лида предлагает Оскару втайне от её жениха заняться сексом. Денис устраивается главным редактором в автомобильный журнал. Там он знакомится с симпатичной девушкой Соней, которая оказывается дочкой владельца журнала…                                                                                      |
| 6       | Ксюха, девушка Пети, просит его присмотреть за её младшим братом — Андреем. Петя решает, что Андрею необходимо мужское воспитание. Ребята теряют кассету с записью свадьбы их одноклассницы Лиды. Муж Лиды, сотрудник полиции, обещает посадить их, если кассета не найдется. |
| 7       | Ребята снимают выпускной вечер в школе. Оскар замечает молодую учительницу, и решает её соблазнить, а Петя и Эдик случайно узнают, что где-то на школьном дворе закопано дорогое ожерелье. Денис встречает на выпускном вечере Катю. Катя пришла не одна, и теперь её парень хочет поговорить с Денисом по-мужски.                                                                                |
| 8       | Ребята получают заказ на съёмки похорон какого-то «академика». Оказывается, что «Академик» — это кличка вора в законе, и на его похороны съедутся криминальные авторитеты со всей страны. Петя хочет доказать Ксюхе, что способен на широкие жесты, и ведет её в дорогой ресторан. У Пети нет денег, чтобы заплатить по счету.                                                                    |
| 9       | Петя и Эдик получают заказ на съемки сюжета про Великую Отечественную войну. Но для начала им придется принять участие в реконструкции одного из военных сражений. Девушке Оскара снится, что она рожает маленького негритенка. Оскар предлагает обратиться к услугам гадалки, которая умеет толковать сны. Гадалка рассказывает о тайне, которую скрывает родословная Оскара.                    |
| 10      | Лика говорит Оскару, что наконец-то готова в первый раз заняться с ним сексом. Но случиться это должно в шикарном отеле, в номере с видом на Кремль. Ребята снимают предвыборный ролик для эколога, который баллотируется в депутаты. Петя хочет, чтобы в ролике эколог выпускал на свободу настоящих гадюк.                                                                                      |
| 11      | Чтобы заработать денег, ребята помогают съёмочной группе, снимающей фильм по мотивам произведений Гоголя. Однако выясняется, что режиссёр слишком вольно интерпретировал классику. После размолвки с Оскаром Лика начинает встречаться с другим мужчиной. Оскар между тем знакомится с сестрой Лики, очаровательной девушкой Викой.                                                               |
| 12      | Оскар просит Петю и Эдика забрать из автосервиса автомобиль Лики, своей девушки. Но ребята, не успев сесть за руль, тут же сталкиваются с каким-то джипом. За его рулем оказывается симпатичная девушка Мила, жена крупного бизнесмена с бандитским прошлым. Пете кажется, что между ним и Милой сверкнула искра.                                                                                 |
| 13      | Ксюха сообщает Пете, что ждёт от него ребёнка. Петя уговаривает Эдика съездить с ним к Ксюхиной маме, чтобы попросить руки её дочери. Денис и Катя хотят провести выходные вдвоём, но их планы нарушает появление Оли, которая только что рассталась со своим мужем. |
| 14      | Ксюхе окончательно надоедает, что Петя ведет паразитирующий образ жизни, и она выгоняет его из дома. Лика говорит Оскару, что пришло время для первого секса. Однако в постели с Ликой Оскара снова поджидают сюрпризы. Оля звонит Денису и говорит, что попала в беду, и ей срочно нужна его помощь.                                                                                             |
| 15      | Ребята получают заказ на съёмку рекламного ролика для мебельной компании из Швеции. Петя и Эдик узнают страшную тайну о её владельце, пожилом миллионере. Петя считает, что эта тайна позволит им разбогатеть. Оскар решает, что пришло время остепениться и сделать предложение Лике. Но сначала ему придется пройти самое сложное испытание — проверку на верность.                             |
| 16      | Ребята решают поделить заработанные деньги и закрыть «Студию 17». Петя и Эдик на свою часть заработка хотят снять полнометражный фильм с Чулпан Хаматовой в главной роли. Денис собирается отдать свои деньги Оле, чтобы она могла поступить на актёрские курсы в Лос-Анджелесе. Но когда друзья узнают, что свадьба Оскара и Лики под угрозой, они снова собираются вместе, чтобы помочь Оскару. |

## В ролях
| Актёр                 | Роль                                                   |
| --------------------- | ------------------------------------------------------ |
| Александр Дмитриев    | Денис                                                  |
| Фёдор Леонов          | Петя                                                   |
| Евгений Островский    | Эдик                                                   |
| Роман Рипко           | Оскар                                                  |
| Мария Дорогова        | Катя девушка Дениса                                    |
| Анастасия Клюева      | Оля школьная любовь Дениса                             |
| Лукерья Ильяшенко     | Лика девушка Оскара                                    |
| Леся Кудряшова        | Рязанцева директор ДК                                  |
| Александра Кузенкина  | Ксюха девушка Пети                                     |
| Валерий Сотов         | Сергей Рыцарев                                         |
| Александр Молочников  | Паша двоюродный брат Дениса, охранник                  |
| Евгений Стеблов       | Олег Петрович Манохин полусумасшедший учёный           |
| Валентин Гафт         | Андрей Иванович Дорохов советский режиссёр             |
| Екатерина Варнава     | Мила                                                   |
| Константин Крюков     | Максим директор рекламного агентства                   |
| Дмитрий Астрахан      | Алексей папа Лики                                      |
| Александр Незлобин    | камео                                                  |
| Гоша Куценко          | камео                                                  |
| Чулпан Хаматова       | камео                                                  |
| Пётр Буслов           | камео                                                  |
| Виктория Боня         | камео                                                  |
| Евгений Данчевский    | произносящий тост за полусумасшедшего учёного          |
| Павел Кабанов         | Константин Берг режиссёр                               |
| Пак Хёк Су            | Свами буддийский монах                                 |
| Аполлинария Муравьёва | Нина Андреевна классный руководитесь выпускного класса |
| Игорь Яцко            | Кириакос                                               |
| Вероника Рис          | Анна переводчица                                       |
| Наталья Земцова       | Лида Яковлева                                          |
| Ходжадурды Нарлиев    | Азиз Дядя Оскара                                       |
| Карина Зверева        | Альбина                                                |

- Герои живут и работают в Балашихе. В самом городе были сняты лишь некоторые сцены.
- В сериале в качестве второстепенных персонажей присутствует множество известных актёров русского и советского кино, например Евгений Стеблов, Гоша Куценко, Валентин Гафт, Чулпан Хаматова, Александр Незлобин, Константин Крюков, Екатерина Варнава и другие[2].

## Восприятие
Редакция сайта Вокруг ТВ заметила, что для выросших в 90-е годы, «Студия 17» должна чем то напомнить молодёжные сериалы «Элен и ребята» и «Беверли Хиллз 90210» с основной разницей в том, что главными героями выступают молодые парни, кажущиеся одинаковыми с первого взгляда, на таковыми не являющимися. Редакция заметила, что пикап является центральной темой сюжета и если зритель интересуется данной темой, то ему стоит посмотреть данный сериал. 